# Црква Узвишења Светог крижа у Петроварадину
Црква Узвишења Светог крижа налази се између данашњих улица са именима Арчибалда Рајса и Косте Нађа. Некада је цео Петроварадин, тачније по доласку исусовачког реда и изградње цркве и самостана Св. Јурја у петроварадинском подграђу, подпадао под истоимену жупу. Њоме су управљали исусовци све до 1777. када су основане и остале две жупе, Узвишења Св. крижа и Св. Рока.
На истом месту 1812. овде је саграђена нова, садашња црква. На самој цркви, лево и десно од улаза налазе се два кипа Св. Јеронима постављени 1925.